# Thomas Goersch

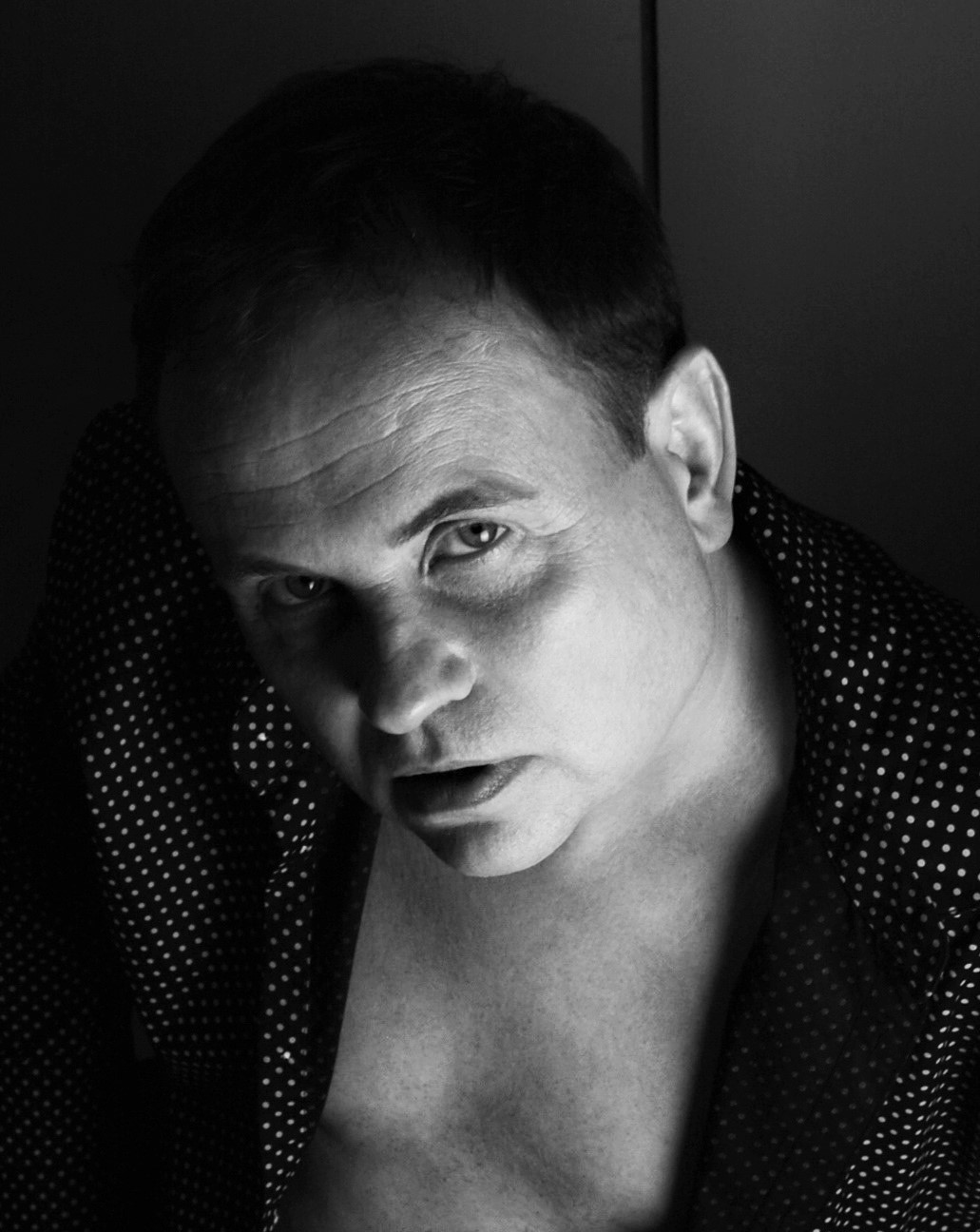
Thomas Goersch

Thomas Goersch (* 16. April 1966 in Hofgeismar) ist ein deutscher Schauspieler, Regisseur und Hörfunk- und Fernsehmoderator.

## Leben
Mit zwei Brüdern wuchs Goersch in mehreren deutschen Städten auf, unter anderem in Kassel, Freiburg und Stuttgart. 1999 schloss er ein Studium des Wirtschafts- und Bankenrechts ab und heiratete im August 2003.

## Karriere
Goersch verkörperte von 2001 bis 2025 in knapp 150 Rollen in Kino-, Musikvideo- und Independent-Produktionen als Komparse, Kleindarsteller und Schauspieler. Mit deutschsprachigen Produktionen unter der Leitung des Extreme-Footage-Regisseurs Marian Dora zog er internationale Aufmerksamkeit auf sich. Goersch arbeitete auch mit der polnischen Regisseurin Malga Kubiak zusammen. Durch Zusammenarbeit mit dem Regisseur Carl Andersen (1958–2012) trat Goersch in preisgekrönten Szeneproduktionen auf. Regisseur Alexander Tuschinski engagierte ihn für die Literaturverfilmung Woyzeck (Short).
2017 las Goersch in Erlangen beim Weekend of Fear den Charakter Eddie aus Jörg Buttgereits Nekromantik-Comic.
Als Food-Experte beim Shopping-Kanal 1-2-3.tv präsentierte er von 2013 bis 2023 in Goerschs Genießer Buffet Weine und Fleischprodukte.

## Filmografie (Auswahl)
- 2003: Glückliche Tage 6 – Bis auf die Knochen
- 2003–2006: Berlin Bohème (Fernsehserie)
- 2004: Eiszeit
- 2004: In the Name of Gore
- 2006: Glückliche Tage 7 – Die Rolle ihres Lebens
- 2009: Abaron
- 2010: Reise nach Agatis
- 2011: Der böse Onkel
- 2012: Baron Münchhausen (Fernsehfilm)
- 2013: Vandor – Krieg der Gesinnungen
- 2015: Erdora: Kapitel 2 Der Schattenkrieger
- 2016: The Curse of the White Woman
- 2016: Sommerkälte (Sprecher)
- 2019: Pestilenz
- 2019: Tal der Skorpione
- 2019: Sturmgewehr
- 2020: Perverted Desire